# A szerelem háromszögelmélete
A szerelem háromszögelmélete Robert J. Sternberg (1998) interakciós modellje szerint értelmezve: a szerelem érzése három összetevőből, az intimitás, a szenvedély és az elköteleződés komponenséből áll. Az intimitás az érzelmi összetevő, a szenvedély a motivációs, az elköteleződés pedig a kognitív elem.

## Dimenziók
- Intimitás

A kapcsolati közelséget és a kötődési érzelmeket jelenti. Az önfeltárás során megmutatunk magunkból valami személyeset, megosztjuk érzelmeinket, történeteinket, azzal a várakozással, hogy  a másik is ugyanezt teszi.
- Szenvedély

Az a belső késztetés, motivációs hajtóerő, ami a szerelem létrejöttéhez szükséges: a fizikai vonzerő, az erotikus érdeklődés, a szexuális beteljesedés, valamint a „szerelmesség” romantikus érzését foglalja magában.
- Elkötelezettség

A kognitív komponens, amely azt jelenti, hogy döntést hozunk arról, hogy hajlandóak vagyunk-e időt és energiát áldozni azért, hogy egy adott kapcsolatba belépjünk, vagy benne maradjunk. Ez a komponens tehát egy rövid és egy hosszú távú aspesktust is tartalmaz. A kettő nem jár feltétlenül együtt: előfordul, hogy beleszeretünk valakibe, de mégsem köteleződünk el és fordítva: vannak olyanok is, akik elköteleződnek, anélkül, hogy beleszeretnének a másikba.

## Típusai
Sternberg szerint a legtöbb szerelmi kapcsolat a három elsődleges összetevő (intimitás, szenvedély, elköteleződés) változatos keverékeként írható le, s ha egy vagy két elem dominál úgy különböző szerelmi típusok jönnek létre.
A szerelem három komponensének kombinációi nyolc különböző fajta szerelmet eredményeznek.
|                        | Intimitás | Szenvedély | Elkötelezettség |
| ---------------------- | --------- | ---------- | --------------- |
| Nincs szerelem         | alacsony  | alacsony   | alacsony        |
| Szeretet               | magas     | alacsony   | alacsony        |
| Fellobbanó szerelem    | alacsony  | magas      | alacsony        |
| Romantikus szerelem    | magas     | magas      | alacsony        |
| Kihűlt / Üres szerelem | alacsony  | alacsony   | magas           |
| Társszerelem           | magas     | alacsony   | magas           |
| Vak szerelem           | alacsony  | magas      | magas           |
| Beteljesült szerelem   | magas     | magas      | magas           |

Sternberg úgy véli, hogy csak akkor lehetséges a szerelem legkiegyensúlyozottabb formájának a „beteljesült szerelemnek” létrejötte, ha tudatosan dolgozunk a fenntartásán. El kell fogadni, hogy egy kapcsolat sosem tökéletes, hogy folyton változik, és meg kell tanulni megbocsátani partnerünk hibáit. A legtöbb kapcsolat a három összetevő változatos keverékét foglalja magában, s valahol a tiszta típusok között helyezkedik el. A szerelem típusainak változatossága arra figyelmeztet, hogy az érzelmek természete idővel változhat, s az érzelmek az egyes embereknél eltérőek lehetnek.